# Banks Township (Michigan)
La Banks Township è una civil township degli Stati Uniti d'America della contea di Antrim nello Stato del Michigan. Al censimento del 2010, la township possedeva una popolazione di 1,609 persone.

## Comunità
Atwood è una comunità non incorporata alle coordinate 45°10′45″N 85°20′43″W all'incrocio tra la strada di campagna C-48 e la US 31. Atwood era un insediamento di legname con un ufficio postale che operava dal 1868 fino al 1905. Atwood è il luogo di nascita dello scrittore Rex Beach, noto per il suo romanzo del 1906 The Spoilers, cui è stato tratto un film cinque volte, più in particolare nel 1930 interpretato da Gary Cooper e nel 1942 interpretato da John Wayne.
Ellsworth è un villaggio sul lato est della township.
Essex era una comunità per la produzione di legname in questa township. Aveva un ufficio postale dal 1900 fino al 1904.
Antrim City era un insediamento di breve durata sulle rive del lago Michigan. La Wood, Pearl and Company iniziò le operazioni di trasporto circa nel 1861. Un ufficio postale era presente dal 21 luglio 1862 al 19 aprile 1882. I principali della Wood, Pearl and Company, Orvis Wood, Lucius Pearl e Orin Adams, trasferirono le operazioni a Norwood nel 1867.

## Geografia fisica
Secondo lo United States Census Bureau, la township ha un'area totale di 51,2 mi² (132,61 km²).

## Società

### Evoluzione demografica
Secondo il censimento del 2000, c'erano 1,813 persone.

### Etnie e minoranze straniere
Secondo il censimento del 2000, la composizione etnica della città era formata dal 97,79% di bianchi, lo 0,17% di afroamericani, lo 0,72% di nativi americani, lo 0,28% di asiatici, lo 0,33% di altre etnie, e lo 0,72% di due o più etnie. Ispanici o latinos di qualunque etnia erano l'1,38% della popolazione.